# Would You Believe?
Albums de The Hollies
Hollies
(1965) For Certain Because...
(1966)
Would You Believe? est le quatrième album studio du groupe The Hollies, sorti en 1966.

## Titres
| 1. | I Take What I Want           | David Porter, Teenie Hodges (en), Isaac Hayes | 2:21 |
| 2. | Hard Hard Year               | L. Ransford                                   | 2:17 |
| 3. | That's How Strong My Love Is | Roosevelt Jamison (en)                        | 2:46 |
| 4. | Sweet Little Sixteen         | Chuck Berry                                   | 2:26 |
| 5. | Oriental Sadness             | L. Ransford                                   | 2:40 |
| 6. | I Am a Rock                  | Paul Simon                                    | 2:52 |

| 7.  | Take Your Time           | Buddy Holly, Norman Petty                        | 2:24 |
| 8.  | Don't You Even Care      | Clint Ballard Jr. (en)                           | 2:30 |
| 9.  | Fifi the Flea            | L. Ransford                                      | 2:10 |
| 10. | Stewball                 | Bob Yellin, Ralph Rinzler (en), John Herald (en) | 3:09 |
| 11. | I've Got a Way of My Own | L. Ransford                                      | 2:14 |
| 12. | I Can't Let Go (en)      | Chip Taylor, Al Gorgoni                          | 2:37 |

## Musiciens
- Allan Clarke : chant
- Bobby Elliott : batterie
- Eric Haydock : basse
- Tony Hicks : guitare, chant
- Graham Nash : guitare rythmique, chant

## Classements
| Classement                    | Meilleure position | Semaines dans le Top 40 |
| ----------------------------- | ------------------ | ----------------------- |
| Royaume-Uni (UK Albums Chart) | 16                 | 8                       |